# Stary Cmentarz Parafialny w Turku
Stary Cmentarz Parafialny w Turku, cmentarz „Na Lipce” – rzymskokatolicki cmentarz parafialny w Turku, w województwie wielkopolskim.

## Historia
Cmentarz został założony w 1821 roku przy drodze prowadzącej do Właydsławowa (obecnie ulica Chopina). Powstał na terenie wzniesienia nazywanego „na Lipce”, nazwa ta miała według tradycji wywodzić się od nazwy osady istniejącej niegdyś w tym miejscu. Do cmentarza przylega cmentarz ewangelicki.
W 1859 roku cmentarz został otoczony murowanym parkanem. Z czasem na cmentarzu zabrakło miejsca na nowe pochówki, w związku z czym w 1893 roku po drugiej stronie ulicy otwarto nowy cmentarz parafialny (tzw. „Na Kobylarce”). Stary cmentarz ponownie otwarty został w 1930 roku. W 1932 roku cmentarz uporządkowano, posadzono również na nim drzewa.
Po wschodniej stronie cmentarza wyznaczono kwaterę prawosławną. W głębi cmentarza znajduje się mogiła żołnierzy z I wojny światowej.